# Reto de campeones
Reto de campeones fue un programa de televisión de telerrealidad y de competencias peruano emitido por Latina Televisión. Fue conducido por Gian Piero Díaz y Renzo Schuller, y contó con la presencia de la conocida entrenadora peruana de vóley Natalia Málaga, y la voz en off del reconocido comentarista deportivo, Alan Diez. El programa fue cancelado debido a varios problemas internos, entre ellos el bajo índice de audiencia que generó.
El programa se basaba en el enfrentamiento de dos equipos denominados Los Tiburones y Los Pumas. que los integran destacados artistas, deportistas y modelos de la farándula local, dirigidos por un entrenador. Inició su primera y única temporada el 18 de abril de 2016 y finalizó el 4 de agosto de 2016

## Temporadas
- La primera y única temporada inició el 18 de abril de 2016 y finalizó el 4 de agosto de 2016.

El equipo ganador fue los «Pumas», conformado por Rafael Cardozo, Alejandra Baigorria, Ernesto Jiménez, Gianella Sanllehi, Alessandro Gandolfo, Luciana Fuster y Giuseppe Tamburini.
Diana Bazalar y José Luis «Jota Benz» Benzaquén, pertenecientes al equipo de los «Tiburones», obtuvieron el título de mejores campeones de la temporada.

## Equipos
Reto de campeones contó con 16 competidores en total, 8 hombres y 8 mujeres.
|           | Participantes |
| --------- | --- |
| Pumas     | - Rafael Cardozo - Alejandra Baigorria - Ernesto Jiménez - Gianella Sanllehi - Alessandro Gandolfo - Luciana Fuster - Giuseppe Tamburini |
| Tiburones | - Gino Assereto - Yamila Piñero - José Luis «Jota Benz» Benzaquén - Diana Bazalar - Mailyn Otero - Duilio Vallebuona - Gino Pesaressi    |

- : Capitán

## Música
El tema principal del programa es Reto de campeones, interpretado por el dúo peruano Yamal & George, junto a la actriz peruana Flavia Laos.